# ヴァイクンタプラムにて
『ヴァイクンタプラムにて』（Ala Vaikunthapurramuloo）は、2020年に公開されたインドのアクションドラマ映画。トリヴィクラム・シュリニヴァスが監督、アッル・アラヴィンドとS・ラーダー・クリシュナがプロデューサーを務めた。主演はアッル・アルジュンとプージャー・ヘーグデーが務め、助演キャストとしてタッブー、ジャヤラーム、スシャント、ナヴディープ、サムドラカニ、ムラリ・シャルマ、ラジェンドラ・プラサード、スニール、サチン・ケーデーカル、ハルシャ・ヴァルダンが出演している。映画音楽の作曲はタマン・Sが手掛け、撮影と編集はP・S・ヴィノードとナヴィーン・ヌーリが手掛けた。映画は2020年1月12日に公開され、トリヴィクラムの演出と脚本、アッル・アルジュンとムラリ・シャルマの演技、S・タマンの音楽が高く評価され、50日間以上上映された。

## キャスト
| - バントゥ - アッル・アルジュン - アムリヤ - プージャー・ヘーグデー - ヤショーダ - タッブー - ラーマチャンドラ - ジャヤラーム - ラージ・マノハル - スシャント - シェーカル - ナヴディープ - ナンディニ - ニヴェタ・ペトゥラージ - ヴァールミキ - ムラリ・シャルマ - ラクシュミー - ローヒニ - ゴーヴァルダン・プラジャパティ - ラジェンドラ・プラサード - アナント・ラーダクリシュナ - サチン・ケーデーカル - アッパラ・ナイドゥ - サムドラカニ - シタラーム - スニール - カシラーム - ハルシャ・ヴァルダン | - パイディダッリ - ゴーヴィンド・パドマスーリヤ - K・ラヴィンドラ・レッディ - ラーフル・ラーマクリシュナ - シュリニヴァス - ヴェンネラ・キショール - スーダルシャン - ブラフマージー - バンギナパッリ・バンガラーム・ナイドゥ - アジャイ - アンジャニヤ・プラサード - タニケッラ・バラニ - アムリヤの母 - シュリーシャ・ソウガンディー - チャンドル - チャンマク・チャンドラ - スロチャナ - イーシュワリ・ラーオ - プージャリ - アナント・バーブ - サイラジャ - ヴァイシュナヴィ・チャイタニヤ - サンディヤ - カリヤーニ・ナタラージャン - ランガラージュ - ハイペル・アーディ - 「Ramuloo Ramulaa」シーン登場 - ブラフマーナンダム（ゲスト出演） |

## 製作

### 撮影
『アラヴィンダとヴィーラ』の公開後、トリヴィクラム・シュリニヴァスがアッル・アルジュンを主演に迎えて新作映画を製作するという報道が流れた。後に企画は正式に発表されたが、映画のジャンルについての詳細は発表されなかった。2018年12月31日にギータ・アーツが新作映画の企画を発表し、トリヴィクラム・シュリニヴァスが監督を務め、ハーリカ&ハシニー・クリエーションズと共同製作になることが明らかになった。2019年4月8日のアッル・アルジュンの誕生日に合わせて主要キャストとスタッフが発表され、同月14日にプージャが執り行われ撮影が開始された。
2019年4月23日から第1スケジュールの撮影が始まり、6月5日から第2スケジュールの撮影が開始された。この期間中にプージャー・ヘーグデー、ニヴェタ・ペトゥラージ、タッブー、スシャントが撮影に加わった。8月15日には映画のタイトルが「Ala Vaikunthapurramuloo」であることが発表された。11月中旬からは歌曲シークエンス「Samajavaragamana」撮影のため、撮影チームはフランスに移動した。シーンの一部はル・モン＝サン＝ミシェルとエッフェル塔で撮影された。また、リドでも撮影が行われ、『ヴァイクンタプラムにて』は同地で撮影された最初の南インド映画となった。悪役にはタミル語映画の監督・俳優のサムドラカニが起用された。

### サウンドトラック
サウンドトラックと映画音楽の作曲はタマン・Sが手掛けている。2020年1月5日にテルグ語版の楽曲がデジタルリリースされ、翌6日にはハイデラバードで開催されたAVPLミュージック・コンサートでタマンと彼の音楽チームによって楽曲が披露された。同月10日にはマラヤーラム語版の楽曲がリリースされた。

## マーケティング
製作チームはショートビデオをリリースして映画のプロモーションを開始し、8月15日のインド独立記念日に合わせて映画のタイトルを発表するためのショーとビデオが公開された。映像に収録されていたアッル・アルジュンのジェスチャーは観衆を魅了し、視聴した映画ファンは『ヴァイクンタプラムにて』が中産階級の家族を題材にしたユーモアのある作品になることを理解した。2019年9月1日に宣伝ポスターが公開され、高層ビルとベントレー車を背景にスーツ姿のアッル・アルジュンが描かれていた。10月17日にはダシャラー祭に合わせて、アッル・アルジュンをフィーチャーした新たな宣伝ポスターが公開された。これに先立つ同月13日には迷彩服を着たアッル・アルジュンの宣伝ポスターが公開されており、同月20日にはスシャントをフィーチャーした宣伝ポスターが公開された。タッブーをフィーチャーした宣伝ポスターは、彼女の誕生日である11月4日に公開された。マラヤーラム語吹替版の宣伝ポスターは、トリヴィクラム・シュリニヴァスの誕生日である11月7日に公開された。12月8日に特報が公開され、同月11日に予告編が公開され好意的な意見が寄せられた。同月19日にはマラヤーラム語吹替版の予告編が公開された。

## 公開
2020年1月11日にアメリカ合衆国で公開され、インドでは翌12日のマカール・サンクランティに合わせて公開された。ケーララ州では「Angu Vaikuntapurathu」のタイトルでマラヤーラム語吹替版が公開されている。2月27日からはNetflix、サンNXTで英語字幕付きのデジタル配信が開始され、3月4日からはマラヤーラム語吹替版の配信も開始された。

## 評価

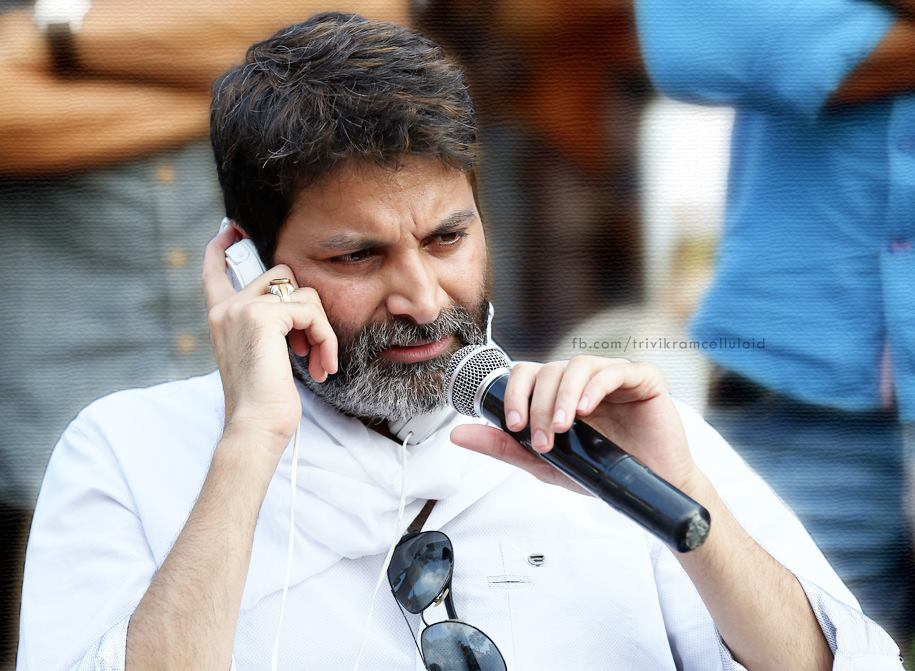
トリヴィクラム・シュリニヴァス

ファーストポストのヘマント・クマールは3.25/5の星を与え、「トリヴィクラム・シュリニヴァスは最高の文筆家であり、彼の文は音楽のように耳に届きます。彼は、あなたが物語を通してキャラクターが話したり歌ったりする全てのものを理解させたいとおもっています。しかし、『ヴァイクンタプラムにて』で彼は遠回りしてキャラクター通しの感情的なドラマに焦点を当てています。軽妙な筋道とユーモアだけではなく、キャラクター同士の感情的なやり取りが深い印象を残しています」と批評している。ローヒト・モハンはコイモイに批評を寄せ、3.5/5の星を与え「アッル・アルジュンのファンだけではなく、全ての映画ファンもダシャラー祭シーズンに観賞するのに最適なファミリー・エンターテイナーになっています」と批評している。ハンズ・インディアは3.25/5の星を与え、キャストの演技と物語、映画音楽は好意的な評価を与え、大きな失点はなかったと分析した。ザ・タイムズ・オブ・インディアのニーシタ・ニヤヤパティは3.5/5の星を与え、「『ヴァイクンタプラムにて』は決まり文句と予測可能なストーリーにもかかわらず、トリヴィクラムは上手くマネージングして、彼が約束したものを私たちに届けました。アッル・アルジュンのために映画を観てください。特に彼のファンにとって、彼は映画の中で輝いているでしょう」と批評している。
ザ・クイントのカールティク・ケーラマルは映画を「楽しさを約束するエンターテイナー」と表現し、「P・S・ヴィノードの撮影技術はアクション・エピソードの映像を前衛絵画のように見せてきます。そして何より、楽曲はご馳走です!まさにご馳走なのです!」と批評している。インターナショナル・ビジネス・タイムズのバーヴァナ・シャルマは「アッル・アルジュンは2年間のギャップを経て戻ってきました。観客の期待に応え、いたるところにトリヴィクラムの印象を記した『Ala Vaikuntapurramloo』はサンクランティの祝祭の音色が鳴り響き、一見の価値があることを保証します」と批評している。ザ・ヒンドゥーのサンギータ・デヴィ・ドンドゥーは、映画を「トリヴィクラムとアッル・アルジュンのデュエットによるエンターテインメント・ドラマ」と表現している。